# عهدنامه گرجیوسک
عهدنامه گرجیوسک عهدنامه‌ای دوجانبه میان امپراتوری روسیه و پادشاهی شرق گرجستان در ۲۴ ژوئیه ۱۷۸۳ که به موجب آن گرجستان تحت قیومیت روسیه درمی‌آمد و در عوض تمامیت آن و سلطنت خاندان باگرتیون بر این مناطق تضمین می‌شد. با این حال که بر اساس این قرارداد گرجستان از چتر حاکمیت ایران خارج شد اما تحت فشار و با اقدامات آقا محمد خان قاجار این منطقه برای مدتی دوباره به ایران ضمیمه شد.